# Classe flexible
 (novembre 2020).
Le concept pédagogique de classe flexible mis en place dans certaines classes du premier degré, mais qui reste moins fréquent dans les classes secondaires, consiste à aménager la salle de classe de manière à permettre aux élèves de choisir le type d’espace dans lequel ils souhaitent réaliser leurs apprentissages. 
Le but premier est de rendre la classe plus accueillante et plus favorable à ces derniers. Ces classes flexibles voient le jour dans les pays d’Amérique du Nord.  
L’organisation spatiale de la classe flexible est pensée pour permettre aux élèves de choisir la posture qui leur convient le mieux pour travailler. Plusieurs îlots différents la composent : ainsi, suivant les activités organisées par le professeur, les élèves sont libres de se placer là où ils le souhaitent.